# Damernas turnering i volleyboll vid afrikanska spelen
Afrikanska spelen har haft en volleybollturnering för damlandslag sedan 1978. Dessa genomförs precis som själva spelen vanligen vart fjärde år (sedan 1987).

## Upplagor
| Säsong               | Säsong       | Podium   | Podium   | Podium    |
| År                   | Spelplats    | Guld     | Silver   | Brons     |
| -------------------- | ------------ | -------- | -------- | --------- |
| 1978 mer information | Alger        | Algeriet | Nigeria  | Ghana     |
| 1987 mer information | Nairobi      | Egypten  | Kenya    | Mauritius |
| 1991 mer information | Kairo        | Kenya    | Egypten  | Kamerun   |
| 1995 mer information | Harare       | Kenya    | Egypten  | Nigeria   |
| 1999 mer information | Johannesburg | Kenya    | Egypten  | Nigeria   |
| 2003 mer information | Abuja        | Nigeria  | Egypten  | Kenya     |
| 2007 mer information | Alger        | Algeriet | Kamerun  | Kenya     |
| 2011 mer information | Maputo       | Algeriet | Kamerun  | Kenya     |
| 2015 mer information | Brazzaville  | Kenya    | Kamerun  | Egypten   |
| 2019 mer information | Salé         | Kenya    | Kamerun  | Marocko   |
| 2024 mer information | Accra        | Egypten  | Tunisien | Kenya     |

## Medaljörer
| Pos. | Lag       | Guld | Silver | Brons |
| ---- | --------- | ---- | ------ | ----- |
| 1    | Kenya     | 5    | 1      | 4     |
| 2    | Algeriet  | 3    | -      | -     |
| 3    | Egypten   | 2    | 4      | 1     |
| 4    | Nigeria   | 1    | 1      | 2     |
| 5    | Kamerun   | -    | 4      | 1     |
| 6    | Tunisien  | -    | 1      | -     |
| 7    | Ghana     | -    | -      | 1     |
|      | Marocko   | -    | -      | 1     |
|      | Mauritius | -    | -      | 1     |